# Anton Cederholm
Anton Jarl Cederholm, född 21 februari 1995 i Helsingborg, är en svensk före detta professionell ishockeyspelare. Han är äldre bror till ishockeyspelaren Jacob Cederholm.